# Затор — неймовірна історія
«Затор — неймовірна історія» (італ. L'ingorgo — Una storia impossibile) — франко-німецько-іспано-італійський драматичний фільм 1979 року режисера Луїджі Коменчіні, вільна адаптація за мотивами новели Хуліо Кортасара «Південне шосе». Фільм був показаний на Канському кінофестивалі у 1979 році.

## Сюжет
На римському шосе утворився затор з великої кількості автомобілів. У пастку потрапили найрізноманітніші люди з різних соціальних сфер. У картині немає головних героїв і сюжет розбитий на безліч дрібних подій. Люди кохаються і зраджують, дарують і крадуть, виявляють благородство і застосовують насильство і підлість. Комедійний тон фільму поступово стає трагедійним, один персонаж навіть помер. Та після напруженої ночі затор розсмоктується.

## Ролі виконують
- Альберто Сорді — адвокат
- Уго Тоньяцці — професор
- Марчелло Мастроянні — Марко Монтефочі
- Анні Жирардо — Ірен
- Фернандо Рей — Карло
- Анхела Моліна — Мартина
- Жерар Депардьє — Франко, чоловік Анджели
- Стефанія Сандреллі — Тереза
- Патрік Девар — коханець Мари
- Міу-Міу — Анджела
- Енріко Лоренцетті — велосипедист

## Навколо фільму
- Неіталійські актори говорили на своїх мовах, а потім їх дублювали.
- Анхела Моліна на зйомках говорила італійською мовою, однак її пізніше теж дублювали.